# Kaysersberg-Vignoble
Kaysersberg-Vignoble es una comuna nueva francesa situada en Alsacia, de la región de Gran Este.

## Historia
Fue creada el 1 de enero de 2016, en aplicación de una resolución del prefecto de Alto Rin de 14 de septiembre de 2015 con la unión de las comunas de Kaysersberg, Kientzheim y Sigolsheim, pasando a estar el ayuntamiento en la antigua comuna de Kaysersberg.

## Demografía
| Gráfica de evolución demográfica de Kaysersberg-Vignoble entre 1800 y 2013 |
|                                                                            |

Los datos entre 1800 y 2013 son el resultado de sumar los parciales de las tres comunas que forman la nueva comuna de Kaysersberg-Vignoble, cuyos datos se han cogido de 1800 a 1999, para las comunas de Kaysersberg, Kientzheim y Sigolsheim de la página francesa EHESS/Cassini. Los demás datos se han cogido de la página del INSEE.

## Composición
| Comuna delegada | Código INSEE | Población (2013) | Superficie (km²) | Densidad (hab./km²) |
| --------------- | ------------ | ---------------- | ---------------- | ------------------- |
| Kaysersberg     | 68162        | 2701             | 24.82            | 109                 |
| Kientzheim      | 68164        | 738              | 4.83             | 153                 |
| Sigolsheim      | 68310        | 1195             | 5.80             | 206                 |